# Demonax bicinctus
Demonax bicinctus là một loài bọ cánh cứng trong họ Cerambycidae.